# Gō Ōiwa
Gō Ōiwa (jap. 大岩剛 Ōiwa Gō; ur. 23 czerwca 1972 w Shizuoce) – były japoński piłkarz, reprezentant kraju.

## Kariera klubowa
Od 1995 do 2010 roku występował w klubach: Nagoya Grampus Eight, Júbilo Iwata i Kashima Antlers.

## Kariera reprezentacyjna
W reprezentacji Japonii zadebiutował w 2000. W sumie w reprezentacji wystąpił w 3 spotkaniach.

## Statystyki
| Reprezentacja Japonii | Reprezentacja Japonii | Reprezentacja Japonii |
| Rok                   | Mecze                 | Gole                  |
| --------------------- | --------------------- | --------------------- |
| 2000                  | 3                     | 0                     |
| Razem                 | 3                     | 0                     |